# NI Railways
 (mars 2018).
NI Railways, en forme longue Northern Ireland Railways, abrégé NIR est l'opérateur ferroviaire national de l'Irlande du Nord. Le réseau ferroviaire nord-irlandais ne fait pas partie du National Rail, et utilise l'écartement des rails de 1600 mm, commun avec le réseau de la république d'Irlande, appelé écartement irlandais. Les trains ne sont pas électrifiés.
NIR coopère avec Iarnród Éireann pour les trains reliant Belfast à Dublin. Il n'y a pas d'interconnexion avec le système ferroviaire en Grande-Bretagne, bien que des propositions ont été faites.

## Histoire

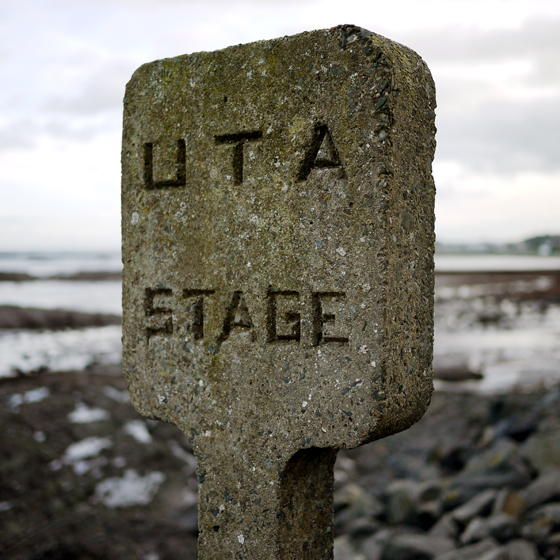
Un panneau en béton, héritage de l'UTA (1948-1967).

Du début du 20e siècle et jusqu'en 1948, trois principales compagnies de chemin de fer opèrent en Irlande du Nord : Great Northern Railway of Ireland (GNRI), qui exploitait la moitié de ses lignes dans l'actuelle Irlande du Nord ; le Northern Counties Committee (NCC) qui exploitait les lignes du nord-est de l'Irlande ; et le petit Belfast and County Down Railway (BCDR) reliant Belfast à Newcastle. En 1948 est créée l'Ulster Transport Authority (UTA, soit autorité de transport de l'Ulster), gérant également des services de bus, qui reprend le BCDR la même année, la CCN en 1949 et le GNRI en 1958. Le réseau subit une réduction substantielle de sa taille, passant de 1 450 à 360 km. Les activités rail et route de l'UTA sont séparées en 1967, avec la création de l'actuelle Northern Ireland Railways.
À la suite de la Partition de l'Irlande qui conduit à la création de l'Irlande du Nord, les lignes ferroviaires transfrontalières deviennent beaucoup plus difficiles à exploiter. Puis la concurrence des camions accentue le déclin du rail.
L'UTA cesse ses activités de fret ferroviaire en 1965.
À la suite des dégâts causés aux infrastructure par les Troubles et du manque d'investissement, le réseau perd en qualité dans les années 1960. Les dernières locomotives à vapeur sont retirées en 1970.
En 1970, Le service de train Enterprise entre Dublin et Belfast est relancé avec de nouvelles locomotives diesel, et malgré de nombreuses alertes à la bombe reste maintenu assez régulièrement durant le conflit nord-irlandais.
En remplacement des anciens modèles devenus obsolètes, des nouveaux trains diesel-électrique Class 80 sont mis en service entre 1974 et 1977. Ils sont en service jusqu'à 2012, principalement sur les lignes Larne-Belfast et Coleraine-Portrush. Au début des années 1980, NIR achète un des prototypes de LEV railbus, afin d'expérimenter le concept de bus sur rail.

## Statistiques
99% des trains arrivent à destination avec moins de 5 minutes de retard et 100% avec moins de 10 minutes. NIR remporte le trophée UK Rail Business de l'année  2008.
NIR a transporté 14,2 millions de passagers en 2016-2017, pour 453,4 millions de passagers-kilomètre transportés et 46 946 000 livres sterling de ventes de billets.

## Matériel roulant

### Actuellement
| Classe                 | Image                  | Type                      | Vitesse de pointe      | Vitesse de pointe      | Nombre                 | Missions                                                                             | Années de construction |
| Classe                 | Image                  | Type                      | miles par heure;       | km/h;                  | Nombre                 | Missions                                                                             | Années de construction |
| Transport de passagers | Transport de passagers | Transport de passagers    | Transport de passagers | Transport de passagers | Transport de passagers | Transport de passagers                                                               | Transport de passagers |
| ---------------------- | ---------------------- | ------------------------- | ---------------------- | ---------------------- | ---------------------- | ------------------------------------------------------------------------------------ | ---------------------- |
| Class 3000             |                        | Élément automoteur diesel | 90                     | 145                    | 23                     | - Belfast – Derry~Londonderry - Belfast – Newry - Belfast – Bangor - Belfast – Larne | 2002–2004              |
| Class 4000             |                        | Élément automoteur diesel | 90                     | 145                    | 20                     | - Belfast – Larne - Belfast – Derry~Londonderry - Belfast – Newry - Belfast – Bangor | 2010–2012              |
| Entretien              |                        |                           |                        |                        |                        |                                                                                      |                        |
| Class 111              |                        | Locomotive Diesel         | 90                     | 145                    | 3                      | Infrastructure                                                                       | 1980–1984              |
| MPV                    |                        | Élément automoteur diesel | 62                     | 100                    | 1                      | Application de sandite                                                               | 2016                   |

### Matériel roulant historique
| Classe    | Image | Type                      | Construction | Retrait     | Notes                                                                              |
| Class WT  |       | Locomotive à vapeur       | 1946–1950    | 1969–1971   | Probablement les dernières locomotives à vapeur dans toutes les îles britanniques  |
| AEC       |       | Élément automoteur diesel | 1948–1950    | 1972        | 10 héritées de l'UTA                                                               |
| BUT       |       | Élément automoteur diesel | 1956–1958    | 1975 – 1980 |                                                                                    |
| MED       |       | Élément automoteur diesel | 1952–1954    | 1973–1978   | Dessertes locales autour de Belfast.                                               |
| MPD       |       | Élément automoteur diesel | 1957–1962    | 1981–1984   | Train à longue distance, pour les routes Enterprise et principalement du nord-est. |
| 70 Class  |       | Élément automoteur diesel | 1966–1968    | 1985–1986   |                                                                                    |
| 80 Class  |       | Élément automoteur diesel | 1974–1978    | 2005–2016   |                                                                                    |
| 101 Class |       | Locomotive Diesel         | 1970         | 1989        |                                                                                    |
| 104 Class |       | Locomotive Diesel         | 1956–1957    | 1993        |                                                                                    |
| 450 Class |       | Élément automoteur diesel | 1985–1987    | 2011–2012   |                                                                                    |
| RB3       |       | Railbus                   | 1981         | 1989        |                                                                                    |
| Class 1   |       | Locomotive Diesel         | 1969         | 1989        |                                                                                    |

## Voies

Carte des infrastructures ferroviaires d'Irlande du Nord.

Les lignes exploitées par NI Railways sont les suivantes :
- Ligne Belfast-Dublin, de la frontière avec la république d'Irlande jusqu'à Belfast, en coopération avec Iarnród Éireann
- Ligne Belfast-Bangor
- Ligne Belfast-Larne
- Ligne Belfast-Derry~Londonderry
- Ligne Coleraine-Portrush

### Lignes abandonnées
À la suite de la réouverture de la jonction de 24 kilomètres à Antrim – Bleach Green, fermée depuis 1978, en juin 2001, la ligne Lisburn-Antrim est fermée le 29 juin 2003, en raison d'une rapidité moindre.

## Perspectives

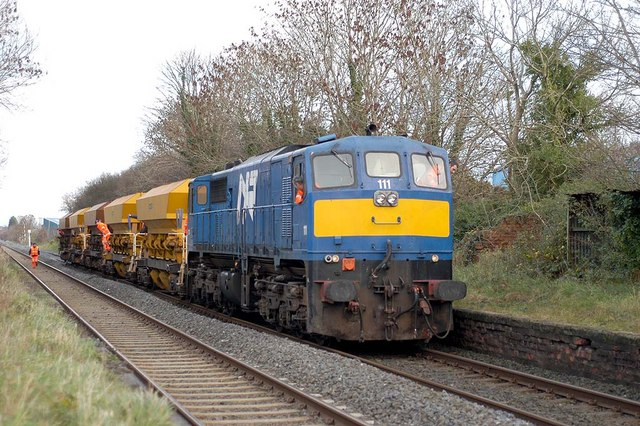
Ballastage d'une voie.

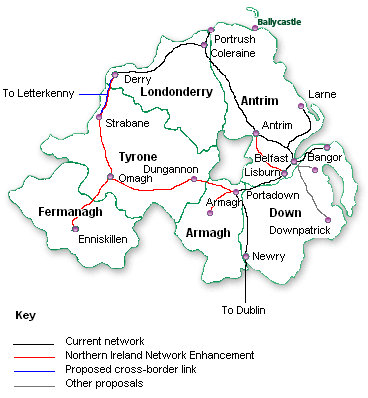
Propositions de développement du réseau en rouge sur la carte.

Le développement des chemins de fer dans le Nord de l'Irlande permettrait d'accompagner le développement économique de la région et de diminuer la circulation routière et ses embouteillages. Un des principaux défis est le nombre limité de trains disponibles aux heures de pointe. Lors de sa création en 1998, l'Assemblée d'Irlande du Nord a mis en place un programme d'investissement de £100 millions de dollars pour de nombreuses améliorations du réseau ferré : l'achat de trains de la classe 3000, la rénovation complète de la ligne Belfast-Larne. et la construction d'un nouveau dépôt de maintenance. En 2004 est réalisée une étude indépendante, le Strategic Rail Review, sur les perspectives à long terme du secteur ferroviaire en Irlande du Nord. Selon ce rapport, l'investissement dans le rail devrait être cohérent et non irrégulier comme ce qui a eu lieu les années précédentes.
Un débat à l'Assemblée d'Irlande du Nord le 14 mai 2007 a soulevé plusieurs propositions quant à la façon dont le réseau de chemin de fer pourrait être amélioré:
- Réouverture de l'infrastructure existante, mais fermée au service de voyageurs, notamment la ligne Lisburn-Antrim
- L'amélioration de l'infrastructure sur le trajet Belfast-Derry, ou au minimum la mise en place de voies d'évitement, afin de permettre une fréquence de trains plus élevée et une vitesse augmentée.

En octobre 2007, à la suite de décisions budgétaires, Conor Murphy, Ministre régional du Développement, annonce qu'environ £137 millions devraient être alloués à l'investissement ferroviaire sur la période 2008–2011.
En juin 2008, Brian Guckian, un chercheur en transports indépendant de Dublin, présente un plan d'expansion du réseau pour £460 millions, appelé Northern Ireland Network Enhancement (NINE). Il propose la réouverture de la ligne Derry~Londonderry-Portadown, permettant de desservir les villes d'Omagh, Strabane et Dungannon, ainsi qu'Enniskillen et Armagh par des branches secondaires. Cependant, ces propositions n'ont pas été retenues.
Le 19 mai 2014, Danny Kennedy, ministre local du développement, propose un plan d’investissement de 13,2 millions de livres dans le rail, comportant notamment l'entretien et la rénovation d'un réseau vieillissant.
Translink souhaite introduire un nouveau système de tickets en 2018, similaire à celui mis en place par  Irish Rail. Un système de distributeur automatique de ticket, et de carte d'abonnement permettant d'accueillir un titre de transport dématérialisé : dans l'ancien système seul un billet papier est vendu, exclusivement par une personne physique.

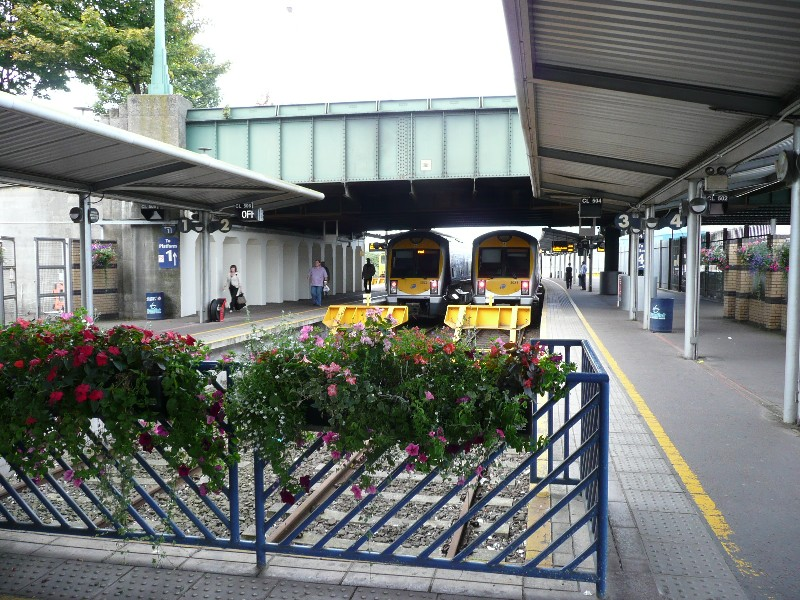

En raison de la dépendance à la voiture et des embouteillages dans l'agglomération de Belfast, une proposition de réseau métropolitain desservant la ville et passant par Antrim et Lisburn est proposée.